# جايسون بيتر
جايسون بيتر (بالإنجليزية: Jason Peter)‏ هو مقدم برامج إذاعية أمريكي، ولد في 13 سبتمبر 1974 في Locust, New Jersey ‏ في الولايات المتحدة.

## وصلات خارجية
- جايسون بيتر على موقع مرجع كرة القدم المحترفة.كوم (الإنجليزية)